# Добрая (Могилёвская область)
До́брая (бел. Добрая) — агрогородок в составе Добровского сельсовета Горецкого района Могилёвской области Республики Беларусь.

Административный центр Добровского сельсовета.

## История
Впервые деревня Добрая упоминается в документах 17-го века.
В 1785 году д. Добрая входит в состав Горы-Горецкого имения Чаусского уезда Могилевской губернии, владение графини Н.Л. Сологубовой. 
В 1897 году – Городетская волость Чаусского уезда, создана школа грамоты. 
С 1919 года - в Городетской волости Чаусского уезда Гомельской губернии, с 1922 года - в Горецком уезде Смоленской губернии, с 20 августа 1924 года - в Панкратовском сельсовете Оршанского округа БССР (до 26 июля 1930 года). 
В июле 1941 года деревня оккупирована немецко-фашистским захватчиками. С октября 1941 года по ноябрь 1942 года там действовала подпольная группа под руководством Д.Ф. Войстрова. Освобождена в июне 1944 года.
263 жителя из деревень Добровского сельсовета погибли на фронтах Великой Отечественной войны. Для увековечения их памяти в 1978 году около здания Дома культуры поставлена стела.
С 1960 года д. Добрая является центром колхоза «Правда».

## Население
- 1999 год — 435 человек
- 2010 год — 406 человек

## Культура
- Детская школа искусств и художественных ремёсел